# Golden Years (canción)
«Golden Years» es una canción escrita y grabada por David Bowie en 1975. Fue originalmente lanzada en una forma acortada como sencillo en noviembre de 1975, y en su versión completa en enero del año siguiente el álbum Station to Station. Fue la primera pista completa durante las sesiones de Station to Station, un periodo en el cual la adicción a la cocaína de Bowie estaba en su auge.

## Música y letras
Cuándo apareció como sencillo en 1975, «Golden Years» presentó una imagen un poco sesgada del próximo álbum, siendo más similar en estilo a Young Americans que al resto de Station to Station. Más tarde se daría la Trilogía de Berlín.
Bowie buscaba emular algo de la nostalgia deslumbrante de «On Broadway». Él ha dicho que le ofreció a Elvis Presley la canción, pero Presley declinó. Ambas Angela Bowie y Ava Cherry fueron la inspiración para la canción.

## Lanzamiento y resultados
Bowie presuntamente estaba ebrio al cantar la canción para el show de TV Soul Train; a la vez de que fue uno de los pocos hombres blancos en aparecer en el programa. El videoclip resultante promovió el sencillo, logrando el 10.º lugar a principios de 1976.

## Posicionamiento
| Gráficas (1975–1976)               | Pico de posición |
| ---------------------------------- | ---------------- |
| Bélgica (Flandes) (Ultratop 50)    | 10               |
| Canadá (RPM Top Singles)           | 17               |
| Irlanda (IRMA)                     | 9                |
| Países Bajos (Dutch Top 40)        | 6                |
| Países Bajos (Mega Single Top 100) | 6                |
| Nueva Zelanda (Listener)           | 18               |
| Suecia (Sverigetopplistan)         | 10               |
| UK Singles (OCC)                   | 8                |
| US Billboard Hot 100               | 10               |
| US Cash Box Top 100                | 12               |

## Canciones
1. «Golden Years» (Bowie) - 3:22
2. «Can You Hear Me?» (Bowie) - 5:04

## Créditos de producción
- Productor:
  - Harry Maslin
  - David Bowie
  - Tony Visconti en "Can You Hear Me?"
- Músicos:
  - David Bowie: Ventaja Vocals, Guitarra Acústica
  - Warren Paz: Percusión, Respaldando Vocals
  - Carlos Alomar: Guitarra Eléctrica
  - Earl Slick: Guitarra Eléctrica en "Golden Years"
  - George Murray: Graves en "Golden Years"
  - Dennis Davis: Tambores en "Golden Years"
  - Harry Maslin: Melódica en "Golden Years"
  - Willie Semanas: los graves encima "Can You Hear Me?"
  - Mike Garson: el piano encima "Can You Hear Me?"
  - Andy Newmark: los tambores encima "Can You Hear Me?"
  - David Sanborn: el saxófono encima "Can You Hear Me?"
  - Pablo Rosario: la percusión encima "Can You Hear Me?"
  - Larry Washington: Congas encima "Can You Hear Me?"
  - Ava Cereza, Robin Clark, Luther Vandross: Respaldando vocals encima "Can You Hear Me?"

## Otras liberaciones
- La canción aparecida como el B-lado de un alternar versión de la Fama "sola".
- Esté liberado como el B-lado de la liberación de EE. UU. de "John,  soy Danza Única  (Otra vez)" en diciembre de 1979.
- En noviembre de 1981 aparezca como el B-lado del solo "Salvaje Es el Viento".
- Esté liberado tan parte del RCA cuadro de Tiempo de Vida de Registros conjunto de disco y el Disco de Cuadro de la Moda Pusieron.
- Varios Bowie recopilaciones ha presentado la canción:
  - Changesonebowie (1976)
  - El Mejor de Bowie (1980)
  - Años dorados (1983)
  - Fama y Moda (1984)
  - Changesbowie (1990)
  - El Singles Colección (1993)
  - El Mejor de David Bowie 1974/1979 (1998)
  - Más de Bowie (2002)
  - La Colección de Platino (2005/2006)
  - Nada Ha Cambiado (2014)
  - Bowie Legado (2016)

- El 7 en. La versión sola aparecida en El Mejor de Bowie, El Mejor de David Bowie 1974/1979, Más de Bowie, La Colección de Platino, Nada Ha Cambiado, y Bowie Legado.
- La canción fue incluida en el álbum Trainspotting #2: Música del Cuadro de Movimiento, Vol. #2 (1997).
- La canción fue incluida en la banda sonora original de la película A Knight's Tale (2001), estelarizada por Heath Ledger. La banda sonora fue escrita por el compositor de Hollywood Carter Burwell. Una escena en la película es un baile formal, el cual pide courtly la música basada en Burwell tema de amor a segue a la canción de David Bowie "Años Dorados". Presente varios retos. Primero, el baile entero había sido choreographed y filmado a un tempo arbitrario qué empieza en un lento courtly paso y solicita y arriba hasta que los chuts de canción de Bowie en. Burwell Tuvo que emparejar aquel tempo y la coreografía después del hecho y también encontrar algunos camino creíble de un formal y restrained baile a un joyful '70s tonada de pop. Obtuvieron el permiso para estirar de Bowie pistas de su multitrack maestro de la canción así que podrían mezclar estos a Burwell arreglo, ayudando para introducir su canción antes de que realmente ha empezado. El resultado de fin no es encima cualquiera del CDs cuál estuvo liberado (canción o banda sonora de puntuación). Tony Visconti, quién produjo el registro original de la canción, supervisó el remix sesión, y Bowie pasó por también para oír qué encontraron en su multitrack.[15]

## David Bowie vs KCRW
Un actualizado solo de "Golden Years" se publicó en 2011 para coincidir con el relanzamiento de Station to Station. Cuatro nuevos remixes estuvieron proporcionados por DJs de la estación radiofónica KCRW en California.

### Listado de pista
1. «Años dorados» (Versión Sola) @– 3:27
2. «Años dorados» (Anthony Valdez KCRW Remix) @– 4:22
3. «Años dorados» (Eric J. Lawrence KCRW Remix) @– 3:11
4. «Años dorados» (Chris Douridas KCRW Remix) @– 4:25
5. «Años dorados» (Jeremy Suela KCRW Remix) @– 4:37